# Teoria conspirației (film)
Teoria conspirației (în engleză Conspiracy Theory) este un film american thriller politic din 1997 de Richard Donner; cu Mel Gibson și Julia Roberts în rolurile principale.

## Prezentare
Teoreticianul conspirației și șoferul de taxi din New York, Jerry Fletcher (Mel Gibson) își expune în mod continuu ideile lui Alice Sutton (Julia Roberts), un avocat de la Ministerul Justiției. Ea îl ascultă cu amabilitate pentru că el a salvat-o odată de un jaf, dar nu știe că o spionează acasă. Propria ei muncă este să rezolve misterul uciderii tatălui ei (Bert Remsen). Fiind suspicios în continuu și văzând activitate suspectă peste tot, Jerry identifică unii bărbați drept agenți CIA, îi urmărește într-o clădire și este prins. În timpul interogatorului i se injectează LSD în timp ce este legat într-un scaun cu rotile.  Este interogat prin tortură. Jerry are halucinații terifiante și flashback-uri, intră în panică și reușește să scape după ce îl mușcă de nas pe cel care îl interoghează și îl lovește cu piciorul.
Mai târziu, după ce a fost prins din nou, Jerry este încătușat pe un pat de spital și pus să doarmă forțat. Alice îl vizitează, iar Jerry o convinge să-i schimbe fișa cu cea a criminalului din următorul pat din salon, dacă nu el va fi mort până dimineața. Când Alice se întoarce a doua zi, criminalul este mort, se presupune că din cauza unui atac de cord. CIA, FBI și alte agenții sunt acolo, conduse de psihiatrul CIA Dr. Jonas (Patrick Stewart), al cărui nas este bandajat. Între timp, Jerry simulează un atac de cord și, cu ajutorul lui Alice, scapă din nou și mai târziu se ascunde în mașina lui Alice. În timp ce Alice și agentul FBI Lowry (Cylk Cozart) examinează obiectele personale ale lui Jerry, cei de la CIA apar și confiscă totul. Ea refuză oferta lui Lowry de a lucra împreună, iar mai târziu îl găsește pe Jerry ascuns în mașina ei. Ei părăsesc spitalul și, în drum spre apartamentul lui Jerry, el îi explică că probabil cineva o urmărește. La sfatul lui Jerry, Alice schimbă banda și descoperă că este urmărită de Lowry, de care scapă oprind mașina. Cei doi ajung în apartamentul bine securizat al lui Jerry, unde el îi spune despre buletinul informativ cu teorii conspirative pe care îl produce.
Tocmai când Alice se convinge că Jerry este nebun, o echipă SWAT intră. Jerry dă foc la tot apartamentul și fug prin ieșirea sa secretă. În camera de dedesubt, ea vede o pictură murală mare pe perete, în care apare atât Alice pe calul ei, cât și trei coșuri ale unei fabrici. În timp ce apartamentul lui Jerry arde, Jerry și Alice evadează, cu Jerry deghizat ca pompier. Cei doi se duc în apartamentul ei, unde Jerry dezvăluie din greșeală că o urmărea. După ce aude aceasta lucru, Alice îl dă afară din apartamentul ei. Pe stradă, Jerry se confruntă cu Lowry și partenerul său care supravegheau apartamentul lui Alice, iar el îi avertizează sub amenințarea armei să nu o rănească. După ce a fost urmărit la o librărie, Jerry îi vede pe agenți coborând din elicoptere negre și se ascunde într-un cinematograf, dar scapă spunând „Bombă!” și provocând o panică.
Jerry avea cinci abonați ai buletinului său informativ și Alice sună pe fiecare și constată că toți au murit în ultimele 24 de ore, cu excepția unuia. Jerry folosește un șiretlic pentru a o scoate din birou și apoi imobilizează agenții care o urmăresc. În timpul fugii lor, el îi spune că s-a îndrăgostit de ea la prima vedere, apoi fuge într-un metrou când ea îi rănește sentimentele. Ea se duce să vadă ultima persoană supraviețuitoare de pe lista de abonați și află că acesta este Jonas. El îi spune că lui Jerry i s-a spălat creierul folosind tehnici dezvoltate de Dr. Jonas în Proiectul MKUltra pentru a deveni asasin și tehnica a fost furată de cineva pe care doar Jerry îl poate identifica. De asemenea, susține că Jerry i-a ucis tatăl lui Alice. Ea este de acord să-l ajute să-l găsească pe Jerry, care îi trimite într-o cutie de pizza un mesaj să se întâlnească. El scapă de agenții care îi urmăresc oprind mașina pe pod și schimbând mașina. El o duce apoi la grajdurile private ale tatălui ei din Connecticut. Între timp, Alice sună în secret la biroul ei pentru ca Jonas să-i poată urmări telefonul. La grajduri, Jerry își amintește că a fost trimis să-l omoare pe tatăl ei, dar a descoperit că nu este capabil să facă acest lucru și a ajuns să fie prietenul tatălui ei. Jerry îi spune lui Alice că a promis că o va veghea înainte ca judecătorul (tatăl ei) să fie ucis de un alt asasin. Oamenii lui Jonas îl prind pe Jerry, ucid superiorul ierarhic al lui Alice și încearcă s-o omoare sau s-o prindă fără succes.
După ce a scăpat, Alice îl aduce pe Lowry în birourile unde l-a întâlnit pe Jonas, dar descoperă că nu mai este nimic acolo. Ea îl obligă apoi sub amenințarea armei să recunoască că nu este de la FBI, ci de la o „agenție secretă care urmărește celelalte agenții”. El spune că l-au folosit pe Jerry involuntar pentru a-l prinde și a-l opri pe Jonas. Alice se duce unde se află cele trei coșuri de pe pictura murală a lui Jerry și descoperă un spital de boli psihice alături. Acolo îl aude și vorbește cu Jerry printr-o aerisire, iar un însoțitor pe care îl mituise îi arată o aripă nefolosită. Ea sparge lacătul și intră acolo. Îl găsește pe Jerry. Când Jonas îi prinde din nou, Lowry apare cu oamenii săi și îi atacă pe oamenii lui Jonas. Jerry încearcă să-l înece pe Jonas împingându-l cu un mop, dar este împușcat de Jonas aflat sub apă. Alice, care și-a recăpătat cunoștința după ce a fost lovită de Jonas, îl împușcă pe Jonas de șase ori. După ce l-a ucis pe Jonas, Alice îi spune lui Jerry că îl iubește înainte ca el să fie luat într-o ambulanță. O perioadă de timp mai târziu, Alice îndurerată vizitează mormântul lui Jerry și lasă acolo un inel pe care i l-a dat Jerry. Ea a început să călărească din nou  calul ei pe care nu l-a mai călărit după uciderea tatălui ei. În timp ce o urmărește pe Alice dintr-o mașină condusă de Lowry, Jerry este de acord să nu o contacteze până când toți ceilalți parteneri ai lui Jonas sunt prinși, pentru siguranța ei. În timp ce pleacă cântând „Can’t Take My Eyes Off You”, Alice găsește atașat de șa inelul pe care îl lăsase la „mormântul” lui Jerry și zâmbește în timp ce continuă să călărească.

## Distribuție
- Mel Gibson - Jerry Fletcher
- Julia Roberts - Alice Sutton
- Patrick Stewart - Dr. Jonas
- Cylk Cozart - Agent Lowry
- Steve Kahan - Mr. Wilson
- Terry Alexander - Flip
- Pete Koch - Fire Captain
- Dean Winters - Cleet
- Alex McArthur - Cynic
- Kenneth Tigar -  Lawyer
- Sean Patrick Thomas -  Surveillance Operator